# 成田統括センター
成田統括センター（なりたとうかつセンター）は、東日本旅客鉄道（JR東日本）千葉支社の駅・運転士・車掌を所管する組織である。
2023年7月1日に成田営業統括センター、成東、銚子、佐原、湖北、鹿島神宮の各駅、銚子運輸区を統合して発足。2024年3月16日に、佐倉運輸区を更に統合する。

## 所管

### 駅
- 成田駅 - 所長所在駅
- 佐倉駅
- 南酒々井駅☆
- 榎戸駅★
- 八街駅★
- 日向駅★
- 成東駅
- 松尾駅★
- 横芝駅★
- 飯倉駅☆
- 八日市場駅★
- 干潟駅★
- 旭駅★
- 飯岡駅★
- 倉橋駅☆
- 猿田駅☆
- 松岸駅★
- 銚子駅
- 酒々井駅★
- 久住駅☆
- 滑河駅★
- 下総神崎駅★
- 大戸駅☆
- 佐原駅
- 香取駅☆
- 水郷駅☆
- 小見川駅★
- 笹川駅☆
- 下総橘駅☆
- 下総豊里駅☆
- 椎柴駅☆
- 下総松崎駅★
- 安食駅★
- 小林駅★
- 木下駅★
- 布佐駅★
- 新木駅★
- 湖北駅
- 東我孫子駅☆
- 空港第2ビル駅★
- 成田空港駅
- 十二橋駅☆
- 潮来駅●
- 延方駅☆
- 鹿島神宮駅
- 鹿島サッカースタジアム駅

★: JR東日本ステーションサービスに業務委託　●: 簡易委託駅　☆: 無人駅

### 佐倉乗務ユニット
- 佐倉駅近傍に設置（旧佐倉運輸区）
- 担当線区（運転士）
  - 総武快速線：東京駅 - 千葉駅間
  - 総武本線：千葉 - 銚子駅間
  - 成田線：佐倉駅 - 成田空港駅・松岸駅間
  - 鹿島線：香取駅 - 鹿島サッカースタジアム駅間
- 担当線区（車掌）
  - 総武快速線：東京駅 - 千葉駅間
  - 総武本線：千葉駅 - 銚子駅間
  - 成田線：佐倉駅 - 成田空港駅・松岸駅間
  - 鹿島線：香取駅 - 鹿島サッカースタジアム駅間
  - 優等列車：特急成田エクスプレス・新宿わかしお・新宿さざなみ

### 銚子乗務ユニット
- 銚子駅近傍に設置（旧銚子運輸区）
- 担当線区（運転士）
  - 総武快速線　千葉一東京
  - 総武本線：千葉 一銚子間
  - 成田線：佐倉 一松岸・成田空港間
- 担当線区（車掌）
  - 総武本線：千葉 一銚子間
  - 成田線：佐倉 一松岸・成田空港間

## 歴史
- 2022年10月1日 - 成田営業統括センター（成田、佐倉、成田空港の各駅の統合）が発足。
- 2023年7月1日 - 成田営業統括センターに、成東、銚子、佐原、湖北、鹿島神宮の各駅、銚子運輸区を統合して成田統括センター発足。成田営業統括センター、銚子運輸区を廃止する。
- 2024年3月16日 - 成田統括センターに、佐倉運輸区を更に統合する。佐倉運輸区を廃止する。